# Online Transaction Processing
Online Transaction Processing (OLTP) – kategoria aplikacji klient-serwer dotyczących baz danych w ramach bieżącego przetwarzania transakcji obejmujących takie zastosowania jak systemy rezerwacji, obsługa punktów sprzedaży, systemy śledzące itp. W systemach tych klient współpracuje z serwerem transakcji, zamiast z serwerem bazy danych. 